# Musique latino-américaine
Ne doit pas être confondu avec Musique latine.

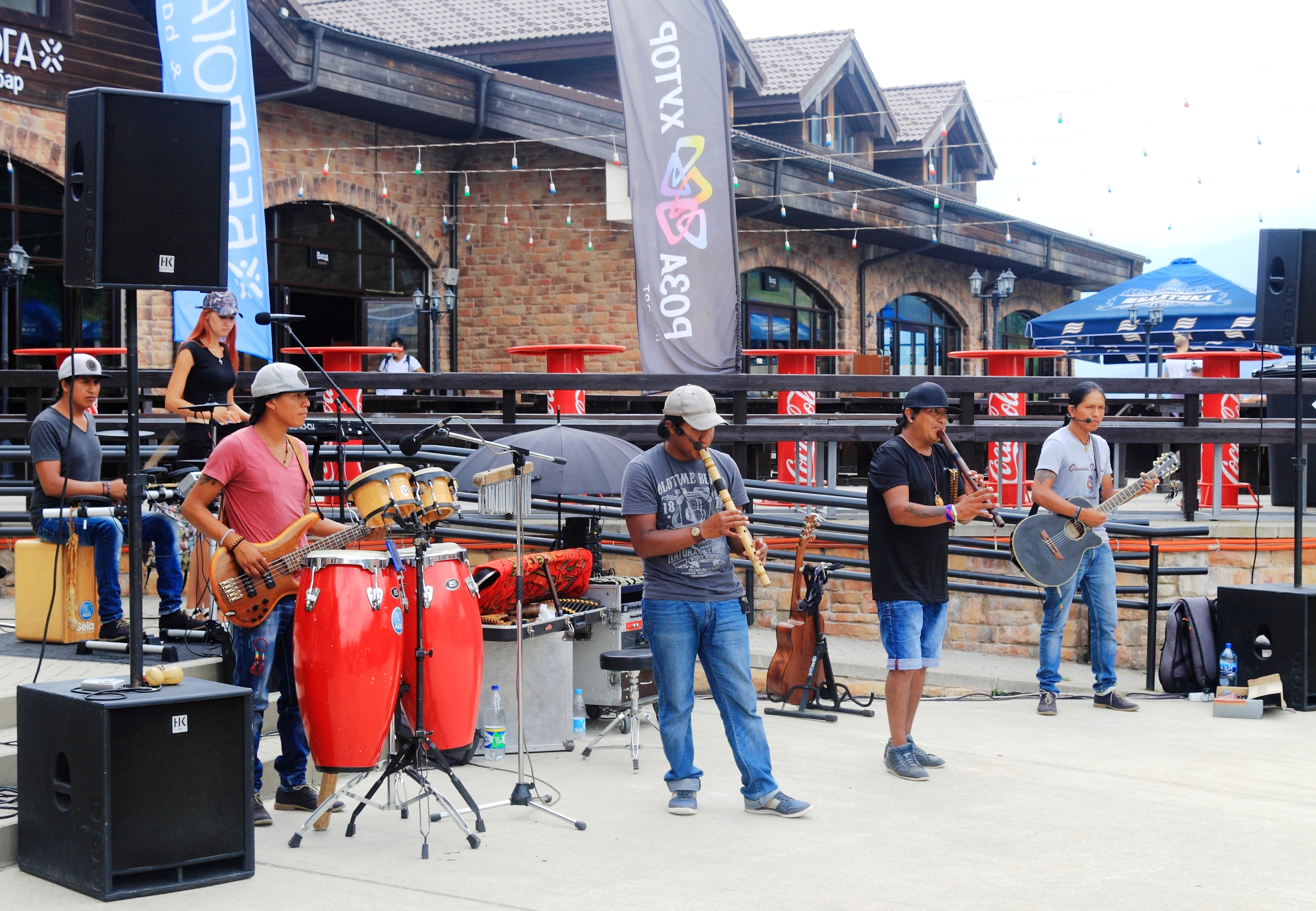
Musiciens de rue modernes sud-américains originaire de l'Équateur. Des instruments typiquement sud-américains comme la quena et le quenacho se mêlent à la guitare et au synthétiseur.

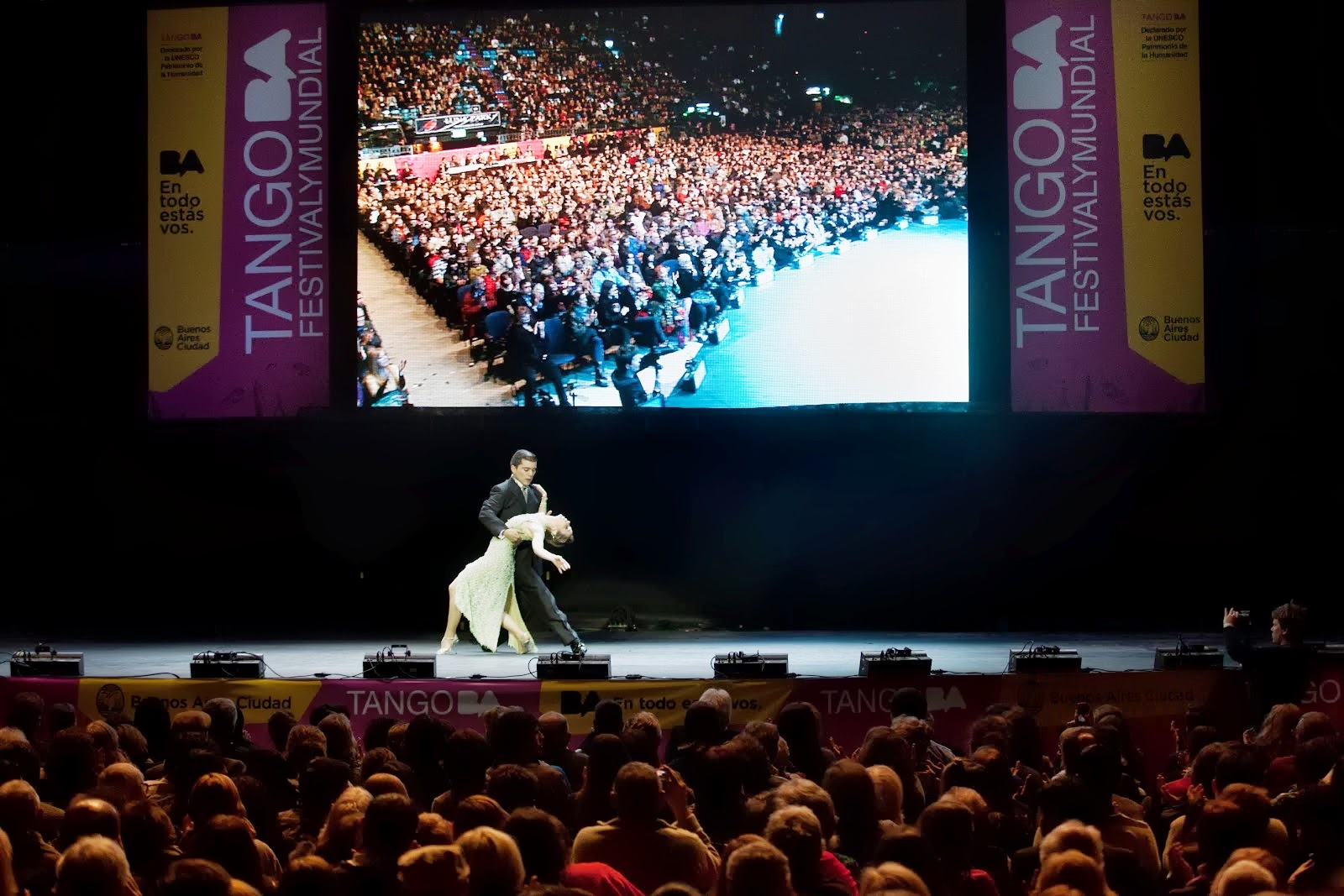
Tango, une danse sud-américaine.

La musique latino-américaine comprend des genres indigènes à la région tels que le boléro, le son, la salsa, la bossa nova, la musique tropicale, le merengue ou la bachata et le vallenato, ainsi que des genres dérivés de styles plus internationaux tels que la pop latino, le reggaeton, le dembow, le trap, le rock et le latin jazz. 
Les musiques latino-américaines sont des manifestations, des divertissements, des expressions particulières des différentes cultures et du métissage culturel présents en Amérique, de plus, cette musique est principalement née pour accompagner les danses populaires. La musique est influencée par les sons préhispaniques et africains des peuples autochtones, qui se sont entraînés à les écouter lors de rituels ou de danses.
En Amérique latine, il existe différents styles de musique et l'un d'eux est l'espagnol, qui est basé sur la composition des paroles d'une mélodie en dix lignes de huit syllabes chaque ligne, cette façon de composer a été utilisée dans différents styles de chansons latino-américaines, cependant, l'influence de la musique africaine est un élément principal dans les rythmes latins, par exemple, les fêtes cubaines, le marimba, la samba brésilienne et aussi la musique andine.

## Liste des genres

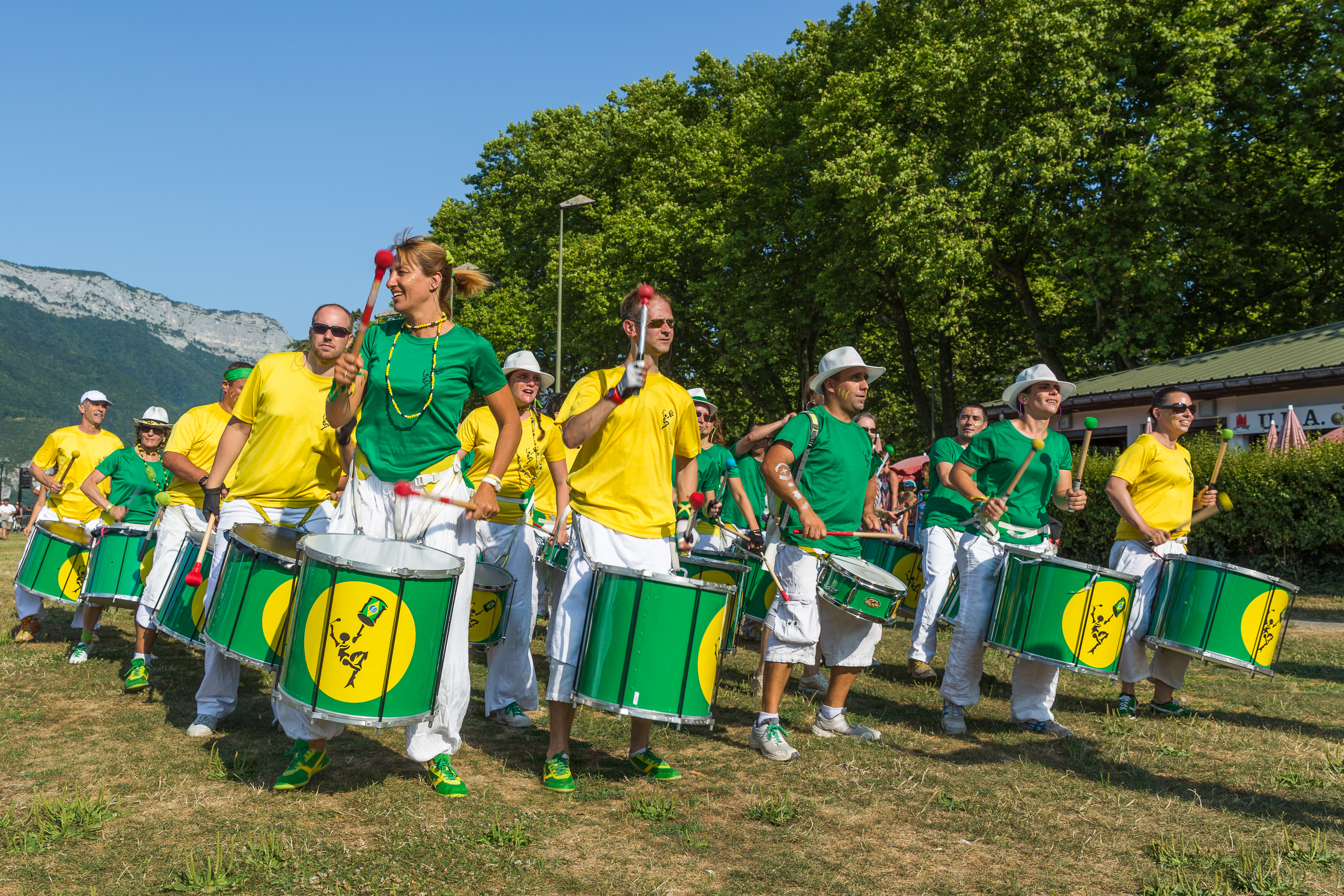
Groupe Tribal Percussions défilant à Annecy en jouant de la percussion brésilienne : la batucada.

Dans son sens le plus répandu, la musique latine correspond à des musiques populaires et dansantes originaires d'Amérique latine ou interprétées en langue espagnole. Appelée Latin music en anglais, elle est souvent appelée « musique latino » en référence à ses origines latino-américaines.
Plusieurs styles de musique sont identifiés à la musique latine.
- Salsa : née du son montuño, fusion du son et du guaguanco opérée par Arsenio Rodriguez, elle s'est diffusée à Porto Rico puis à New York où elle prend ce nom au début les années 1970 sous l'influence du label discographique Fania (comparé à la Motown pour la soul). De nombreux pays vont l'adopter aussi. C'est de plus une danse qui est très pratiquée partout dans le monde.

- Musique portoricaine :
  - Reggaeton représenté par des artistes comme Daddy Yankee et Don Omar
  - Merengue, originaire de Saint-Domingue et adoptée à Porto Rico, représenté notamment par Elvis Crespo et Olga Tañón
  - Plena
  - Bomba, musique d'origine africaine (chants, percussions et danse)

- Musique dominicaine :
  - Bachata (sorte de boléro), qui regroupe des chansons lentes, née dans les années 1960. L'album Bachata Rosa et la chanson Burbujas de Amor de Juan Luis Guerra ont remporté un succès dans de nombreux pays en 1990. La chanson Obsesión d'Aventura a eu encore plus de succès en 2002 et a relancé le genre, avec d'autres artistes comme Monchy y Alejandra.Le chanteur Romeo Santos a d'ailleurs dévéloppé ce style de musique depuis 2002 et se fait nommer le roi de la bachata.
  - Merengue, musique très entrainante née vers 1850, qui a inspiré beaucoup d'autres genres, dont le zouk; Juan Luis Guerra (encore lui) l'a popularisé dans le monde entier. Enamorame de Papi Sánchez a été un des tubes de l'été 2004. En France, Patrick Sébastien a chanté La Fiesta qui est une reprise du merengue El Venao.

- Musique brésilienne :
  - Bossa nova, popularisée par Antônio Carlos Jobim, dont The Girl from Ipanema était la chanson la plus connue.
  - Samba et batucada, célèbres grâce au carnaval de Rio.
  - Axé, musique de la région de Bahia. L'une des chansons les plus populaires de ce genre est Rapunzel (Julieta y Romeo) de Daniela Mercury
  - Lambada, popularisée par la Lambada de Kaoma, tube de l'été 1989
  - Música popular brasileira

- Musique cubaine :
- Timba, rythme cubain né dans les années 1990, proche de la salsa, en plus moderne. En dehors des amateurs, c'est un genre qui reste méconnu. Groupe populaire : Los Van Van.
- Son cubain, né vers 1900 à Santiago de Cuba. Dans les années 1930, la chanson El manisero (The Peanut Vendor) eut beaucoup de succès. Le genre est redevenu à la mode après Buena Vista Social Club et la chanson Chan Chan de Compay Segundo. Dans un genre plus moderne, Un monton de estrellas de Polo Montañez a connu un certain succès auprès des connaisseurs en 2000
  - Cha-cha-cha, créé par Enrique Jorrín en 1954, a connu un grand succès avec des chansons comme Oye como va de Tito Puente en 1959, (repris par Carlos Santana en 1970) ou, en France, Pepito (mi corazon) par Los Machucambos. C'est une musique encore très vivante, représentée notamment par Marc Anthony (Ven Dimelo / I Need to Know)
  - Mambo, inventé par les frères Lopez vers les années 1940 et popularisé par des artistes comme Pérez Prado, Tito Puente, Machito, etc. Titres populaires : Perry Como (Papa Loves Mambo) et Rosemary Clooney (Mambo Italiano), repris par Dario Moreno.
  - Boléro
  - Rumba, qui repose sur des chants (souvent en dialectes africains) et des percussions (congas, cajón, etc.). Ses principaux représentants sont Los Papines, Los muñequitos de Matanzas et Clave y Guaganco
  - Danzón, l'ancêtre du mambo et du cha-cha-cha, créé vers 1880
  - Habanera, un genre ancien dont les morceaux les plus connus sont La paloma (composée vers 1860 par Sebastián Iradier) reprise, entre autres, par Mireille Mathieu avec La paloma adieu et Elvis Presley avec No more. Elle apparaît aussi dans des pièces classiques, comme L'Amour est un oiseau rebelle (La habanera) de l'opéra "Carmen" de Georges Bizet (1875)
  - Guajira, surtout connu grâce à la chanson Guantanamera (composée en 1929, attribuée à Joseíto Fernández)
  - Reggaeton cubain ou cubaton
- Musique colombienne :
  - Cumbia, popularisée en France avec La Colegiala qui illustrait la publicité pour Nescafé, et La vida es un carnaval, interprétée entre autres par Celia Cruz.
  - Vallenato, connu par Fruta Fresca de Carlos Vives
- Musique mexicaine
  - Boléro, au rythme lent, dont Bésame mucho est la chanson la plus connue.
  - Musique des mariachis
  - Ranchera
  - Pasito duranguense
  - Tex-mex
  - Corrido
- Musique andine (Pérou, Chili, Bolivie), jouée avec la kena (flûte droite à encoche), la flûte de Pan, une petite guitare (le charango) et des tambours.

- Musique péruvienne

- Musique d'Argentine et d'Uruguay :
  - Tango : si la danse a encore du succès, la musique est un peu délaissée. La cumparsita est un des morceaux les plus célèbres. Chanteur populaire : Carlos Gardel. La musette avait adopté le tango.
  - Milonga : ancêtre du tango, dérivé de la habanera cubaine.
  - Candombe : autre ancêtre du tango, d'origine africaine.
  - Murga : musique de carnaval

- Musique du Panama :
  - Reggaeton

## Fusions avec d'autres genres
La musique latine a parfois fusionné avec d'autres genres :
- Pop latino : pop
- Latin jazz : jazz
- Latino : dance ; chansons populaires : Lou Bega : Mambo no 5, King África : La bomba, Bellini : Samba de Janeiro, et autres tubes à la mode…
- Reggaeton : ragga et hip-hop
- Boogaloo (ou Latin soul), surtout en vogue dans les années 1960, dont I like it like that de Pete Rodriguez est la chanson la plus connue.
- Rock alternatif latino : rock, inspiré par La Mano Negra
- Latin house : house
- Electro : musique brésilienne (le mot-valise brazilectro est parfois employé, assez rarement); Tango (Gotan Project (Gotan signifie tango en verlan), musique cubaine (le groupe p. 18). Freestyle.
- Fusion de la salsa avec le chaâbi algérien dit marsaoui (cf. Tarik Lamirat)

Chez les disquaires, on peut trouver ces genres musicaux soit dans le rayon musique latine, soit dans le rayon correspondant au genre avec lequel elle a fusionné.

## Récompenses musicales
- Prix Billboard de musique latine
- Latin Grammy Awards
- Lo Nuestro